# Stafford Repp
Stafford Alois Repp, né le 26 avril 1918 et mort le 5 novembre 1974, est un acteur américain surtout connu pour son rôle du Chef O'Hara dans la série télévisée Batman des années 1960.

## Biographie
Stafford Alois Repp est né en avril 1918 à San Francisco.
Peu de temps après l'attaque du 7 décembre 1941 sur Pearl Harbor, il s’engage dans l'United States Army Air Corps pendant la Seconde Guerre mondiale. Pendant sa carrière militaire, il participe à la production et réalisation de spectacles. Il a déjà une certaine expérience dans l’art dramatique ayant joué dans des théâtres de la Côte Ouest avant son enrôlement,. Après son service, il commence sa carrière d’acteur.
Au début de sa carrière cinématographique, Repp apparaît dans de nombreux films et productions télévisées comme les films Je veux vivre ! (I Want to Live!, 1958) avec Susan Hayward, et Les Frères Karamazov (The Brothers Karamazov, 1958). C’est à la même époque qu’il commence à s’afficher dans des séries télévisées du milieu des années 1950 et du début des années 1960, comme la série western de NBC Frontier et celle de Barry Sullivan / Clu Gulager, The Tall Man (en).
Il apparaît ainsi dans les séries State Trooper (en) (en 1957), How to Marry a Millionaire (en) (1958), Monsieur et Madame détective (The Thin Man, 1957), Texas John Slaughter (1958), Frontier Doctor (en) (1959), Rawhide (1959), Dante (en) (1961), The Real McCoys (en) (1957 et 1959), Gunsmoke (1957 et 1960), The Donna Reed Show (1960), et Denis la petite peste (Dennis the Menace, 1962 et 1963).
Il fera quatre apparitions dans Perry Mason entre 1959 et 1962 dans des petits rôles, dont celui de l’enquêteur Phillip Morgan dans « L'Associé Irritable », épisode de la saison 2.
De 1963 à 1964, il joue Brink, le chef d’usine dans The New Phil Silvers Show (en) de Phil Silvers. Ses co-stars sont Herbie Faye, Elena Verdugo, Ronnie Dapo et Sandy Descher.
Repp fait plusieurs apparitions dans La Quatrième Dimension (The Twilight Zone). Il joue dans « Les Prédictions (Nick of Time, saison 2) » aux côtés de William Shatner ; un second rôle dans « Vengeance d'outre tombe (The Grave, saison 3) » ; et finalement dans « César et moi (Caesar and Me, saison 5) ».
Au début de 1966, il joue un inspecteur des chemins de fer dans un épisode de la dernière saison de Mon Martien favori (My Favorite Martian). C'est cette même année qu'il obtient le rôle du Chef O'Hara dans la série Batman qu’il jouera jusqu’en 1968. Durant cette même période, il apparaît en tant que guest-star dans des séries telles que Love American Style, Jinny de mes rêves (I Dream of Jeannie) et The Mothers-in-Law (en).
Sa dernière apparition dans un film est Cycle Psycho (en) en 1973. Il fait une apparition posthume dans Mannix qui est diffusé pour la première fois deux mois après sa mort. Sa dernière apparition télévisée est dans la série M*A*S*H qui est diffusé pour la première fois quatre mois après sa mort. Peu de temps avant sa mort en 1974, il tourne plusieurs scènes dans le film inachevé d’Orson Welles : De l'autre côté du vent (The Other Side of the Wind). Un montage de celui-ci sort finalement en 2018.

### Mort et héritage
Repp est mort à l’âge de 56 ans, le 5 novembre 1974, à Inglewood, en Californie. Il était marié et avait cinq enfants.
Il est enterré au Westminster Memorial Park de Westminster (Californie). Après sa mort, sa sœur, qui écrit pour la télévision, crée le Stafford Repp Memorial Scholarship pour les alumni de son alma mater, le Lowell High School.

## Filmographie
Liste non exhaustive :

### Cinéma
- 1954 : Le Bouclier du crime (Shield for Murder)
- 1954 : L'Assassin parmi eux (Down Three Dark Streets) d'Arnold Laven : Boxing Manager
- 1954 : Mardi, ça saignera (Black Tuesday) : Bert Posmonick, Reporter at Electrocution
- 1955 : Prisons sans chaînes (Unchained) : Prison Welding Supervisor
- 1955 : Le Pacte des tueurs (Big House, U.S.A.) de Howard W. Koch
- 1955 : Ange ou démon (The Shrike) de José Ferrer : Patient in Psychiatric Ward
- 1955 : Pour que vivent les hommes (Not as a Stranger) : Doctor
- 1955 : L'Homme au fusil (Man with the Gun) de Richard Wilson : Arthur Jackson
- 1956 : Le tueur s'est évadé : State Police Capt. Lyle Snow
- 1956 : La Loi des gangs (The Steel Jungle) : Beakeley
- 1956 : Le Prix de la peur (The Price of Fear) d'Abner Biberman : Johnny McNab
- 1956 : Plus dure sera la chute (The Harder They Fall) de Mark Robson : Reporter
- 1956 : La Corde est prête (Star in the Dust) : Leo Roos, Bartender
- 1956 : La Caravane des hommes traqués (Canyon River) : Bartender
- 1956 : The Cruel Tower : Doctor
- 1956 : The Boss (en) de Byron Haskin : Earl Bentley
- 1957 : Plunder Road : Roly Adams
- 1957 : The Green-Eyed Blonde : Bill Prell
- 1958 : Les Frères Karamazov (The Brothers Karamazov) : Innkeeper
- 1958 : Hot Spell : Baggage Man
- 1958 : Je veux vivre ! (I Want to Live!) : Police Sgt.
- 1959 : Le Kimono pourpre (The Crimson Kimono) : City Librarian
- 1961 : The Explosive Generation (en) de Buzz Kulik : Police Captain
- 1964 : Les Pas du tigre (A Tiger Walks) de Norman Tokar : Mr. Blonden, City Editor
- 1965 : A Very Special Favor : Bartender
- 1966 : Batman : Chef O'Hara
- 1973 : Cycle Psycho (en)

### Télévision
- 1957-1958 : Monsieur et Madame détective (The Thin Man) : Lt. Ralph Raines
- 1960 : Au nom de la loi  saison 2 épisode 24 (Affaire de famille) : Clete Cole
- 1963 : The New Phil Silvers Show : Brink
- 1966-1968 : Batman : Chef O'Hara
- 1969 : The Young Lawyers